# 펌킨 폭탄

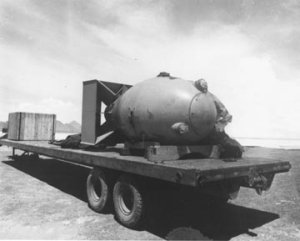
펌킨 폭탄

펌킨 폭탄(Pumpkin bomb)은 맨해튼 계획에서 개발된 재래식 공중폭탄으로, 제2차 세계 대전 당시 미 육군 공군이 일본을 상대로 사용한 폭탄이다. 이는 동일한 탄도 및 취급 특성을 지닌 팻 맨 플루토늄 폭탄을 근접하게 복제했지만 비핵 재래식 고폭탄을 사용했다. 주로 테스트 및 훈련 목적으로 사용되었으며, 여기에는 509 복합 그룹의 펌킨 폭탄 비행 전투 임무가 포함되었다. "펌킨 폭탄"이라는 이름은 팻 맨의 구형 "물리학 패키지"(플루토늄 내파)를 담기 위해 고안된 다른 폭탄의 일반적인 원통형 모양 대신 군수품 케이스의 크고 뚱뚱한 타원형 모양에서 공식 문서에 사용된 용어이다.